# Nuoto ai XVI Giochi paralimpici estivi - Uomini 400 metri stile libero
Le gare di nuoto 400 metri stile libero uomini ai XVI Giochi paralimpici estivi si sono svolte tra il 25 agosto e il 2 settembre 2021 presso il Tokyo Aquatics Centre. 

## Programma
Sono stati disputati 7 eventi, articolati in una serie di batterie di qualificazione in mattinata; la finale è stata disputata nel pomeriggio/sera del medesimo giorno.
| Evento | Data   | Data   | Data   | Data   | Data   | Data   | Data   | Data   | Data   | Data   | Data   | Data   | Data   | Data   | Data  | Data  | Data  | Data  |
| Evento | Mer 25 | Mer 25 | Gio 26 | Gio 26 | Ven 27 | Ven 27 | Sab 28 | Sab 28 | Dom 29 | Dom 29 | Lun 30 | Lun 30 | Mar 31 | Mar 31 | Mer 1 | Mer 1 | Gio 2 | Gio 2 |
| Evento | M      | P      | M      | P      | M      | P      | M      | P      | M      | P      | M      | P      | M      | P      | M     | P     | M     | P     |
| ------ | ------ | ------ | ------ | ------ | ------ | ------ | ------ | ------ | ------ | ------ | ------ | ------ | ------ | ------ | ----- | ----- | ----- | ----- |
| S6     |        |        |        |        |        |        |        |        |        |        |        |        |        |        |       |       | B     | F     |
| S7     |        |        |        |        |        |        |        |        | B      | F      |        |        |        |        |       |       |       |       |
| S8     |        |        |        |        |        |        |        |        |        |        |        |        | B      | F      |       |       |       |       |
| S9     | B      | F      |        |        |        |        |        |        |        |        |        |        |        |        |       |       |       |       |
| S10    |        |        |        |        |        |        |        |        |        |        |        |        |        |        | B     | F     |       |       |
| S11    |        |        | B      | F      |        |        |        |        |        |        |        |        |        |        |       |       |       |       |
| S13    |        |        |        |        | B      | F      |        |        |        |        |        |        |        |        |       |       |       |       |

| M | mattina | P | Pomeriggio/sera |

| B | Batterie di qualificazione | F | Finale per medaglia d'oro |

## Risultati
Tutti i tempi sono espressi in secondi. Di fianco al nome dell'atleta, tra parentesi, è indicata la classificazione in cui apparteneva, qualora differente da quella della competizione.

### S6
| Pos. | Atleta                  | Nazione    | Tempo   | Note                |
| ---- | ----------------------- | ---------- | ------- | ------------------- |
|      | Talisson Glock          | Brasile    | 4.54,42 | Record panamericano |
|      | Antonio Fantin          | Italia     | 4.55,70 |                     |
|      | Viacheslav Lenskii      | RPC        | 5.04,84 |                     |
| 4    | Andrei Granichka        | RPC        | 5.05,30 |                     |
| 5    | Juan Gutierrez Bermudez | Messico    | 5:15,23 |                     |
| 6    | Daniel Videira          | Portogallo | 5:24,92 |                     |
| 7    | Raul Gutierrez Bermudez | Messico    | 5:28,62 |                     |
| 8    | Lorenzo Perez Escalona  | Cuba       | 5:30,42 |                     |

### S7
| Pos. | Atleta           | Nazione       | Tempo   | Note                |
| ---- | ---------------- | ------------- | ------- | ------------------- |
|      | Mark Malyar      | Israele       | 4.31,06 | Record mondiale     |
|      | Andrii Trusov    | Ucraina       | 4.35,56 |                     |
|      | Evan Austin      | Stati Uniti   | 4.38,95 | Record panamericano |
| 4    | Inaki Basiloff   | Argentina     | 4.38,99 |                     |
| 5    | Federico Bicelli | Italia        | 4.43,67 |                     |
| 6    | Ernie Gawilan    | Filippine     | 4.56,24 |                     |
| 7    | Wei Soong Toh    | Singapore     | 5.06,39 |                     |
| 8    | Chen Liang-Da    | Taipei cinese | 5.10,65 |                     |

### S8
| Pos. | Atleta            | Nazione     | Tempo   | Note                |
| ---- | ----------------- | ----------- | ------- | ------------------- |
|      | Andrei Nikolaev   | RPC         | 4.25,16 |                     |
|      | Alberto Amodeo    | Italia      | 4.25,93 |                     |
|      | Matthew Torres    | Stati Uniti | 4.28,47 | Record panamericano |
| 4    | Xu Haijiao        | Cina        | 4.29,93 |                     |
| 5    | Robert Griswold   | Stati Uniti | 4.31,96 |                     |
| 6    | Caio Amorim       | Brasile     | 4.35,16 |                     |
| 7    | Iñigo Llopis Sanz | Spagna      | 4.45,69 |                     |
| 8    | Ben Popham        | Australia   | 4.49,32 |                     |

### S9
| Pos. | Atleta              | Nazione   | Tempo   | Note               |
| ---- | ------------------- | --------- | ------- | ------------------ |
|      | William Martin      | Australia | 4:10,25 | Record paralimpico |
|      | Ugo Didier          | Francia   | 4:11,33 |                    |
|      | Alexander Tuckfield | Australia | 4:13,54 |                    |
| 4    | Brenden Hall        | Australia | 4:14,48 |                    |
| 5    | Jacobo Garrido      | Spagna    | 4:17,41 |                    |
| 6    | Simone Barlaam      | Italia    | 4:22,40 |                    |
| 7    | Federico Morlacchi  | Italia    | 4:24,75 |                    |
| 7    | Igor Hrehorowicz    | Polonia   | 4:24,75 |                    |

### S10
| Pos. | Atleta           | Nazione     | Tempo   | Note             |
| ---- | ---------------- | ----------- | ------- | ---------------- |
|      | Maksym Krypak    | Ucraina     | 3.59,62 |                  |
|      | Bas Takken       | Paesi Bassi | 4.02,02 |                  |
|      | Thomas Gallagher | Australia   | 4.03,91 | Record oceaniano |
| 4    | Stefano Raimondi | Italia      | 4.07,38 |                  |
| 5    | Alexander Elliot | Canada      | 4.10,29 |                  |
| 6    | Florent Marais   | Francia     | 4.14,98 |                  |
| 7    | Justin Kaps      | Germania    | 4.15,85 |                  |
| 8    | Alan Ogorzalek   | Polonia     | 4.18,52 |                  |

### S11
| Pos. | Atleta                         | Nazione     | Tempo   | Note              |
| ---- | ------------------------------ | ----------- | ------- | ----------------- |
|      | Rogier Dorsman                 | Paesi Bassi | 4:28,47 | Record europeo    |
|      | Uchu Tomita                    | Giappone    | 4:31,69 | Record asiatico   |
|      | Hua Dongdong                   | Cina        | 4:34,89 |                   |
| 4    | Mykhailo Serbin                | Ucraina     | 4:41,21 |                   |
| 5    | Matheus Rheine Correa de Souza | Brasile     | 4:44,64 |                   |
| 6    | José Ramón Cantero Elvira      | Spagna      | 4:57,25 |                   |
| 7    | Matthew Cabraja                | Canada      | 4:57,63 |                   |
| –    | Viktor Smyrnov                 | Ucraina     | –       | non ha gareggiato |

### S13
| Pos. | Atleta               | Nazione     | Tempo   | Note |
| ---- | -------------------- | ----------- | ------- | ---- |
|      | Ihar Boki            | Bielorussia | 3.58,18 |      |
|      | Kyrylo Garaschenko   | Ucraina     | 4.02,07 |      |
|      | Alex Portal          | Francia     | 4.06,49 |      |
| 4    | Braedan Jason (S12)  | Australia   | 4.12,75 |      |
| 5    | Vladimir Sotnikov    | RPC         | 4.15,93 |      |
| 6    | Taliso Engel         | Germania    | 4.20,73 |      |
| 7    | Ivan Salguero Oteiza | Spagna      | 4.21,56 |      |
| 8    | Sergey Punko (S12)   | RPC         | 4.28,52 |      |